# Droit procédural
 (janvier 2018).
Si vous disposez d'ouvrages ou d'articles de référence ou si vous connaissez des sites web de qualité traitant du thème abordé ici, merci de compléter l'article en donnant les références utiles à sa vérifiabilité et en les liant à la section « Notes et références ».
Le droit procédural est l'ensemble des règles qui permettent l'application et l'exercice d'un droit. Il constitue un ensemble d'outils permettant aux règles substantives de s'exercer. Il s'oppose au droit substantiel, qui désigne l'ensemble des règles juridiques qui définissent les droits et obligations dans un système juridique donné.